# Pyrausta claudialis
Pyrausta claudialis là một loài bướm đêm trong họ Crambidae.